# 화성화수초등학교
화성화수초등학교는 대한민국 경기도 화성시에 있는 초등학교다.

## 학교 연혁
- 1939.11.01 삼괴공립심상소학교 부설 화수간이학교로 개교
- 1945.04.01 화수국민학교로 개교(1학급 편성)
- 1981.03.01 병설유치원 1학급 인가
- 1994.10.10 학교급식실시(비조리교)
- 1999.01.04 사립 양명학원 개원
- 2004.08.30 2층 5개 교실 증축
- 2006.01.23 특수학급 1학급 승인
- 2009.09.01 제20대 김형채 교장 취임
- 2013.02.14 제65회 졸업식 거행(총 5,648명)
- 2014.02.13 제66회 졸업식 거행(총 5,665명)
- 2014.03.01 6학급 편성(유치원 1학급, 통합 1학급)
- 2015.03.01 6학급 편성(유치원 1학급, 통합 1학급)
- 2015.03.01 제21대 김기환 교장 취임